# NGC 1901
NGC 1901 es un cúmulo abierto en la constelación de Dorado. Fue descubierto en el año 1836 por John Herschel.

## Consideración
Estudios recientes consideran a NGC 1901 un agregado físico de estrellas cuyas características no son típicas de un cúmulo abierto clásico, sino que describen mejor el remanente de un cúmulo abierto. 

### Evolución
Se piensa que inicialmente el cúmulo poseía en torno a 500-750 estrellas, de las que, después de 500 millones de años, sólo quedan unas 15, con una significativa falta de estrellas de masa pequeña.